# Wakefield (Familienname)
Wakefield ist ein Familienname angelsächsischen Ursprungs, der vor allem im englischsprachigen Raum verbreitet ist.
Ursprünglich trat der Name regional um Wakefield in der englischen Grafschaft West Yorkshire auf.

## Namensträger
- Andrew Wakefield (* 1957), mit Berufsverbot belegter Arzt und Impfgegner
- Arthur Wakefield (1799–1843), englischer Kapitän und Vertreter der New Zealand Company
- Charity Wakefield (* 1980), britische Schauspielerin
- Charles Wakefield Cadman (1881–1946), US-amerikanischer Komponist
- Daniel Bell Wakefield (1798–1858), englischer Rechtsanwalt, Generalstaatsanwalt und Richter
- Edward Wakefield (Philanthrop) (1774–1854), britischer Farmer, Reformer, Autor und Grundstücksmakler
- Edward Wakefield (Politiker, 1845) (1845–1924), neuseeländischer Journalist und Politiker
- Edward Wakefield, 1. Baronet (1903–1969), britischer Politiker und Diplomat
- Edward Gibbon Wakefield (1796–1862), britischer Ökonom und Staatsmann
- Edward Jerningham Wakefield (1820–1879), britischer Politiker, Publizist und Abenteurer
- Elsie Maud Wakefield (1886–1972), britische Pilzkundlerin
- Felix Wakefield (1807–1875), britischer Landvermesser, Offizier und Kolonist
- Henriette Wakefield (1879–1975), US-amerikanische Opernsängerin (Sopran) und Gesangspädagogin
- Herbert Russell Wakefield (auch Horace Russell Wakefield; 1888–1964), englischer Schriftsteller
- James Wakefield (1825–1910), US-amerikanischer Politiker
- Jennifer Wakefield (* 1989), kanadische Eishockeyspielerin
- John Wakefield (Fußballspieler) (* 1934), englischer Fußballtorhüter
- John Wakefield (Sänger) (geb. John Darling; * 1936), britischer Opernsänger (Tenor)
- John Peter Wakefield (1915–1942), britischer Automobilrennfahrer
- Mary Wakefield (1853–1910), britische Opernsängerin (Alt)
- Priscilla Wakefield (1751–1832), englische Philanthropin, Quäkerin, Schriftstellerin und Feministin
- Rhys Wakefield (* 1988), australischer Schauspieler
- Ruth Graves Wakefield (1903–1977), US-amerikanische Gastronomin, Köchin und Kochbuchautorin
- Tim Wakefield (1966–2023), US-amerikanischer Baseballspieler
- William Hayward Wakefield (1801–1848), englischer Offizier, Gründer von Wellington